# Ласо

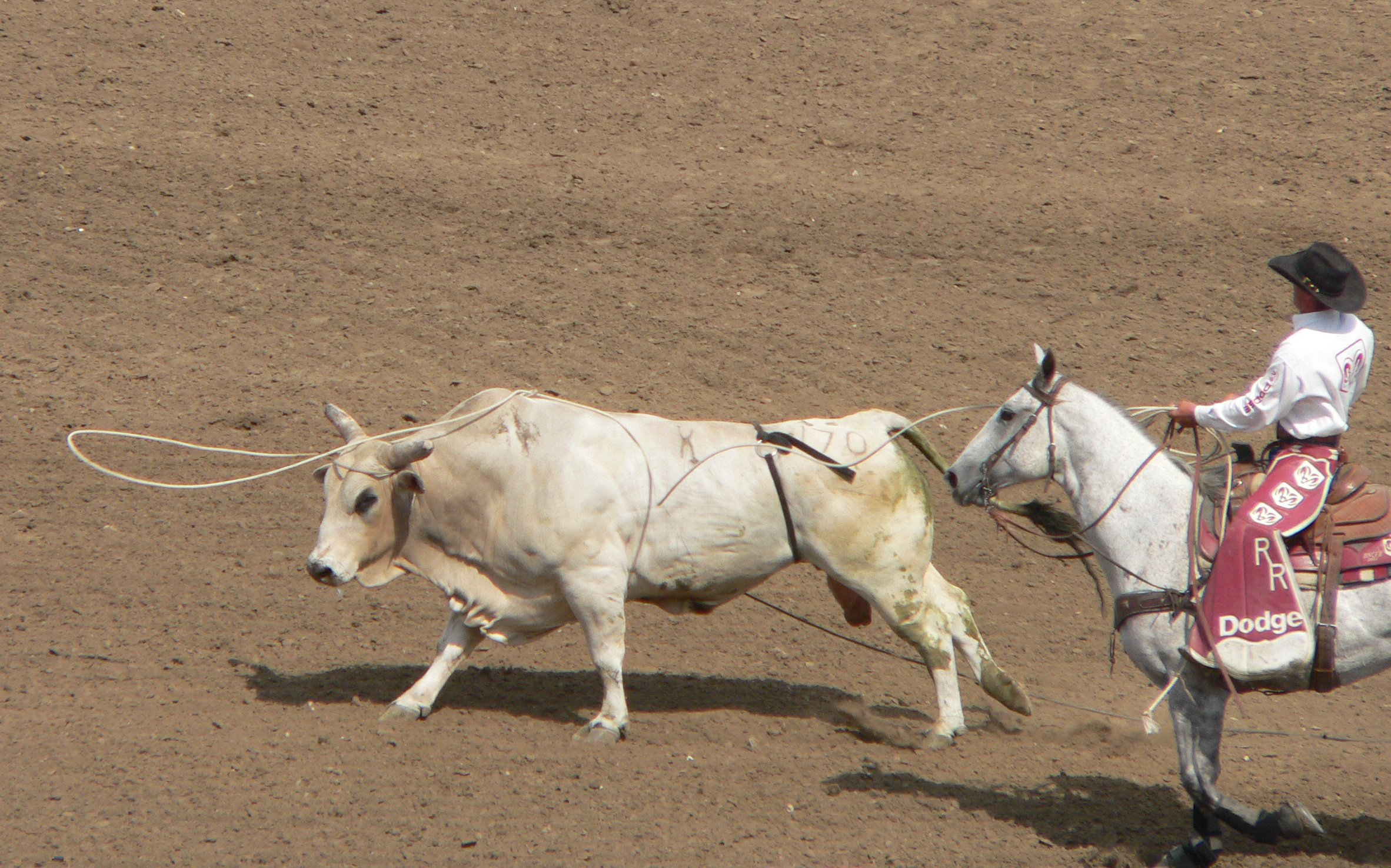
Неприборканого бика арканять на родео

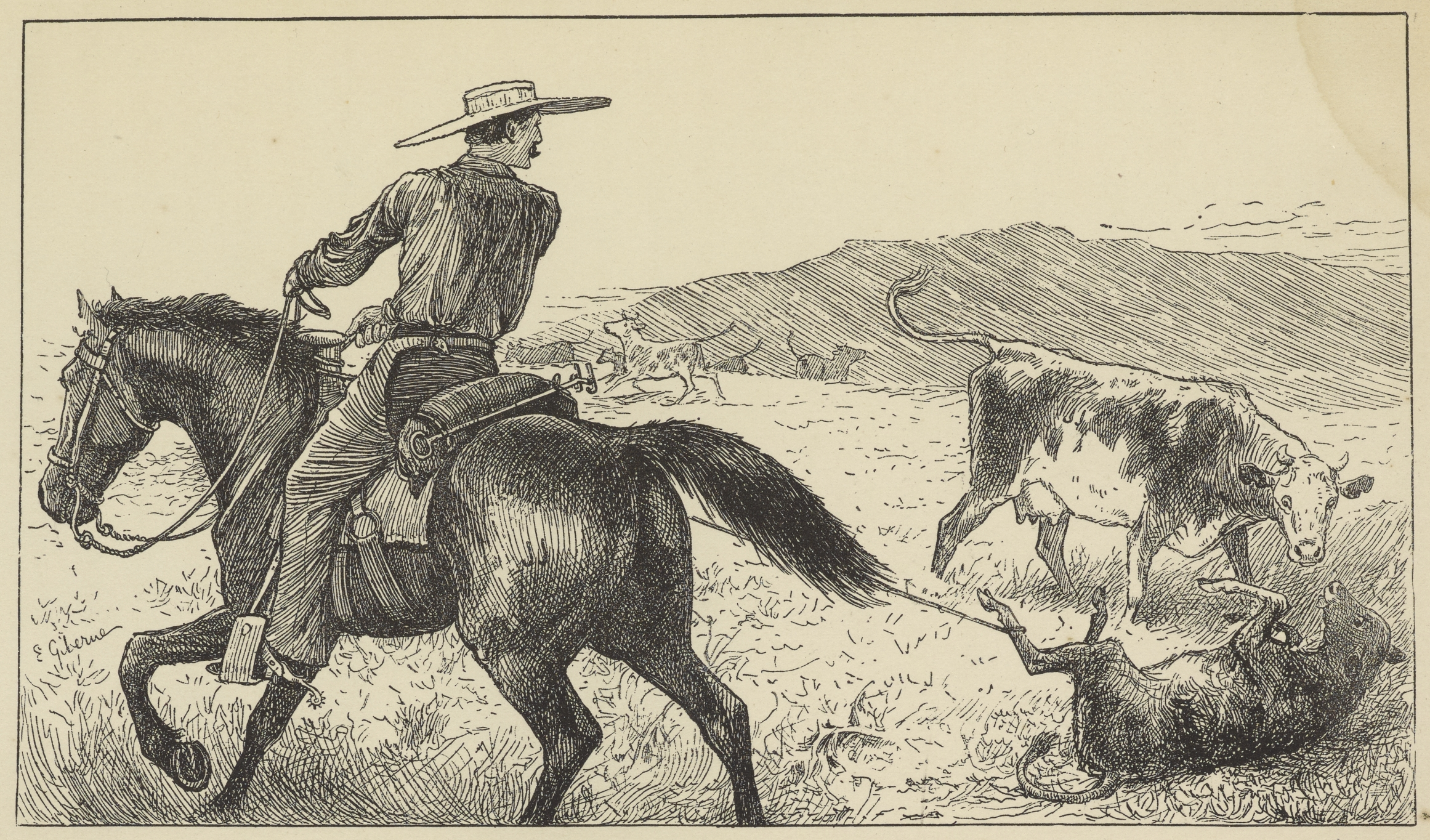
Ласо в преріях (з книги Prairie Experiences in Handling Cattle and Sheep, Major W. Shepherd, 1884)

Ласо́ (від ісп. lazo — петля) або аркан або ларіат (англ. lariat) — мотузка з петлею на кінці, призначена для накидання навколо цілі й подальшого затягування шляхом натягування мотузки. Відомий атрибут американських ковбоїв.

## Опис
Цей канат тепер зазвичай використовують у родео як атракціон, але все ще використовується для ловлі худоби, що втікає, та й для інших побутових цілей на сучасних робочих ранчо. Після упіймання худоби ласо може бути перев'язане навколо ріжка, типового атрибута ковбойського сідла.
Ласо роблять зі щільної мотузки так, що петля залишається відкритою при його киданні. Це також дає змогу ковбою легко відкривати петлю, сидячи верхи, відпускати сідло (мотузка досить туга, щоб її трохи можна було підштовхнути). Якісні ласо збалансовані для кращого управління.
Трюки з обертанням ласо були частиною історичних культур Мексики та Сполучених Штатів, відомий ковбойський спорт. Вілл Роджерс — відомий виконавець трюків з ласо. Аркани також використовувалися татарами.